# Johnny
Johnny är huvudsakligen ett mansnamn, som även kan stavas Jonny. Johnny är en smekform av John, vilket i sin tur är en kortform av Johannes, och betyder Gud har varit nådig.
Det finns 10940 människor i Sverige som stavar sitt namn Jonny, varav 72 är kvinnor. Av männen har 6508 namnet Jonny som tilltalsnamn/förstanamn och 33 av kvinnorna. Något fler, 11791 män, stavar namnet Johnny, varav 7048 bär namnet som tilltalsnamn. Med denna stavning finns 48 kvinnor som bär namnet.
I den finlandssvenska namnsdagslängden har Johnny namnsdag 24 juni sedan 2000.

## Kända personer med namnet Johnny/Jonny
- Johnny Bode, svensk artist
- Johnny Ekström, svensk fotbollsspelare
- Johnny Höglin, skridskoåkare, OS-guld 1968
- Johnny Kroon, svensk friidrottare
- Johnny Mercer, amerikansk sångtextförfattare, låtskrivare och sångare
- Jonny Nilsson, skridskoåkare, bragdmedaljör
- Johnny Olsson, svensk musiker
- Jonny Rödlund, svensk fotbollsspelare
- Johnny Stenberg, norsk politiker

## Kända personer med Johnny/Jonny som smeknamn/artistnamn
- Jonny, spansk fotbollsspelare
- Johnny Adams, musiker
- Johnny Benson, NASCAR-förare
- Johnny Cash, musiker
- Johnny Depp, skådespelare
- Jonny Greenwood, musiker
- Johnny Hallyday, fransk skådespelare och sångare
- Johnny Hayes, amerikansk friidrottare
- Johnny Knoxville, stuntman i programmet Jackass
- Johnny Logan, irländsk sångare
- Johnny Marr, musiker
- Jonny Lee Miller, skådespelare
- Johnny Ramone, musiker
- Johnny Rebel, musiker
- Johnny Rivers, musiker
- Johnny Rotten, musiker
- Johnny Weissmuller, simmare och skådespelare ("Tarzan")

## Fiktiva personer med namnet Johnny
- Johnny "good boy" Taylor, fiktiv person från filmen Kampen om Jorden
- Johnny, protagonisten i filmen The Room
- Johnny Gat, fiktiv gangster från TV-spelsserien Saints Row
- Johnny Blaze, Marvel karaktären Ghost Riders alter ego
- Johnny Cage, Fiktiv slagskämpe från TV-spelsserien Mortal Kombat